# Route communale 100-K (Haïti)
Pour les articles homonymes, voir Route 100.
La route communale 100-K, ou RC 100-K, est une route communale d'Haïti, reliant Les Gonaïves à Anse-Rouge par Terre-Neuve.

## Présentation
La route 100-K commence à son croisement de la  route nationale 1 aux Gonaïves, juste au sud-ouest de l'endroit où cette route rencontre la route nationale 5. 
Puis elle se dirige vers le nord jusqu'à la rivière Tête Source qu'elle longe jusqu'à la limite de la commune de Terre-Neuve.
L'itinéraire traverse le tronçon accidenté de Terre-Neuve avant de traverser deux fois la rivière Colombier. 
Elle se termine au centre-ville d'Anse-Rouge sa rencontre de la RN 102.

## Tracé
- Les Gonaïves
- Bassin
- Terre-Neuve
- Source Chaude
- Anse-Rouge